# Paté di riso
Il paté di riso, chiamato a volte impropriamente arancino al forno, è una specialità della cucina siciliana, tipica soprattutto di Catania.
Si tratta di un pezzo di tavola calda costituito da un involucro di pasta sfoglia ripieno di riso al ragù, cotto al forno.

## Preparazione
Si fa cuocere il riso al dente e si prepara a parte un ragù di carne. Si condisce il riso con il ragù e si lascia riposare. Si stende la pasta sfoglia, si riempie con il riso al ragù e si arrotola in modo da formare un cilindro, che si lascia riposare nel congelatore. Si taglia quindi il cilindro a fette, si spennella la pasta sfoglia di ogni fetta con un uovo sbattuto e si fa cuocere al forno.